# じゃんぱら
株式会社じゃんぱら（英語: JANPARA Co., Ltd.）は、ソフマップの完全子会社で中古商品に特化したパソコンショップ「じゃんぱら」を日本全国にチェーン展開する企業。
1997年にドスパラを運営するサードウェーブの関係会社として創業された。ドスパラは新品、じゃんぱらは中古という棲み分けをし、同一建物にドスパラとじゃんぱらが同居している店舗もあったが、2007年頃から店舗やポイントカードを分離するなど独立性を高め、サードウェーブとの資本関係を解消した。

## 主たる事業

### 中古パソコン販売事業
「じゃんぱら」ブランドの店舗を、秋葉原を中心に全国の主要都市に展開している。2021年7月現在、50店舗を展開。秋葉原の中古パソコン市場の中でも古参の部類に入る。
エンドユーザーから不要なパソコンパーツおよび周辺機器の買取りを行い、店舗内で検品・商品化を行っている。レノボやゲートウェイなどのリファビッシュ（メーカーリサイクル）商品の販売や中古携帯電話、ゲーム機の買取り業務を追加するなど、取り扱い商材の幅を広めて他社との差別化を図っている。

#### マスコットキャラクター
「じゃんぱらくん」という名前のマスコットキャラクターがいる。パソコンとモニタのように見える形状は、MacintoshのLCシリーズであるとされている。
名称の「じゃんぱらくん」は元々は正式なものではなく、仮でつけられたものが広く普及したものである。
2009年12月にはじゃんぱら10周年記念でキューピーとコラボレーションした「じゃんぱらくんキューピー」を発売。
ゆるキャラグランプリ2014に参戦し、総合ランキング1429位だった。

#### 店舗ギャラリー

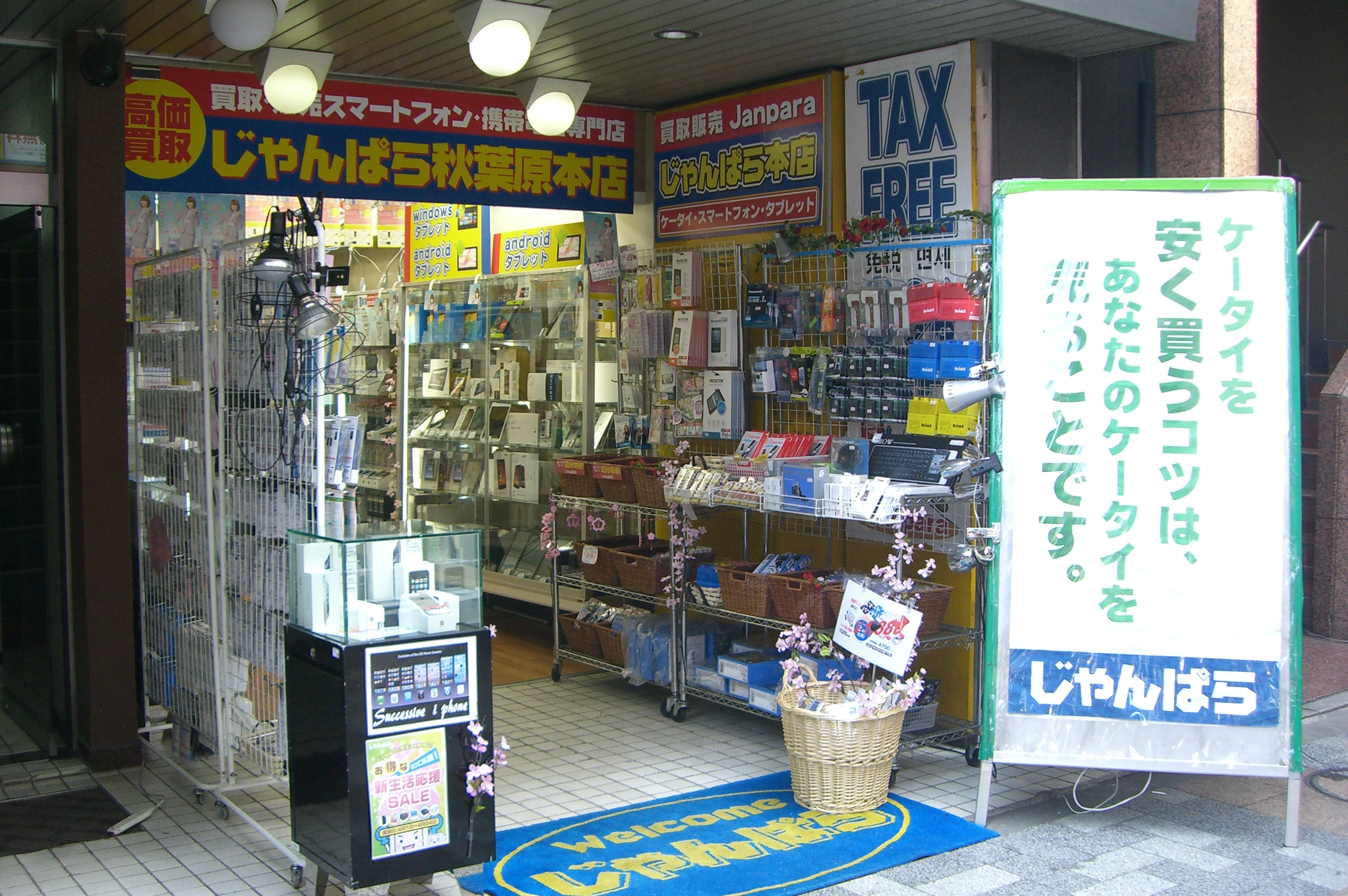
じゃんぱら秋葉原本店
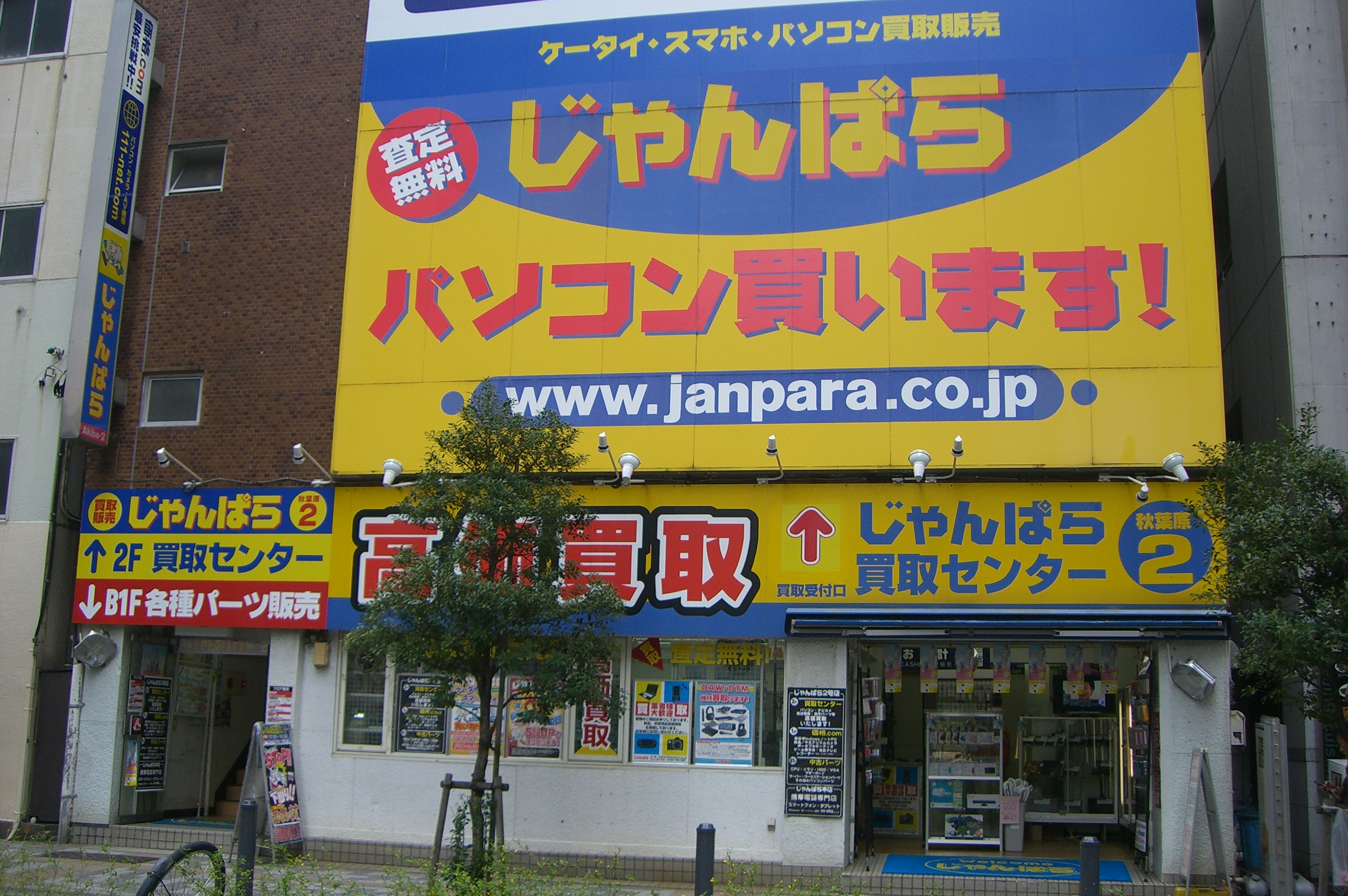
じゃんぱら秋葉原2号店
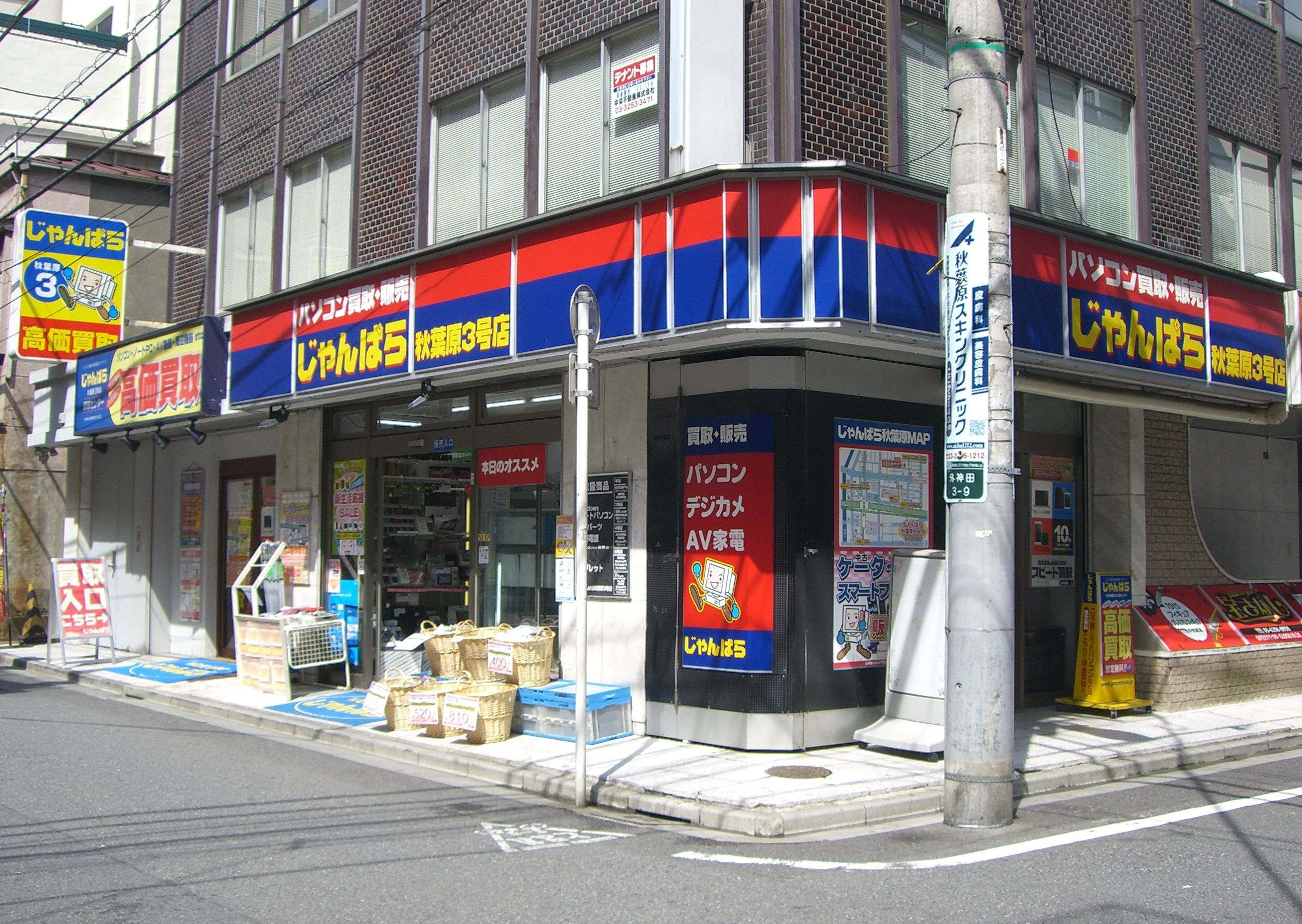
じゃんぱら秋葉原3号店
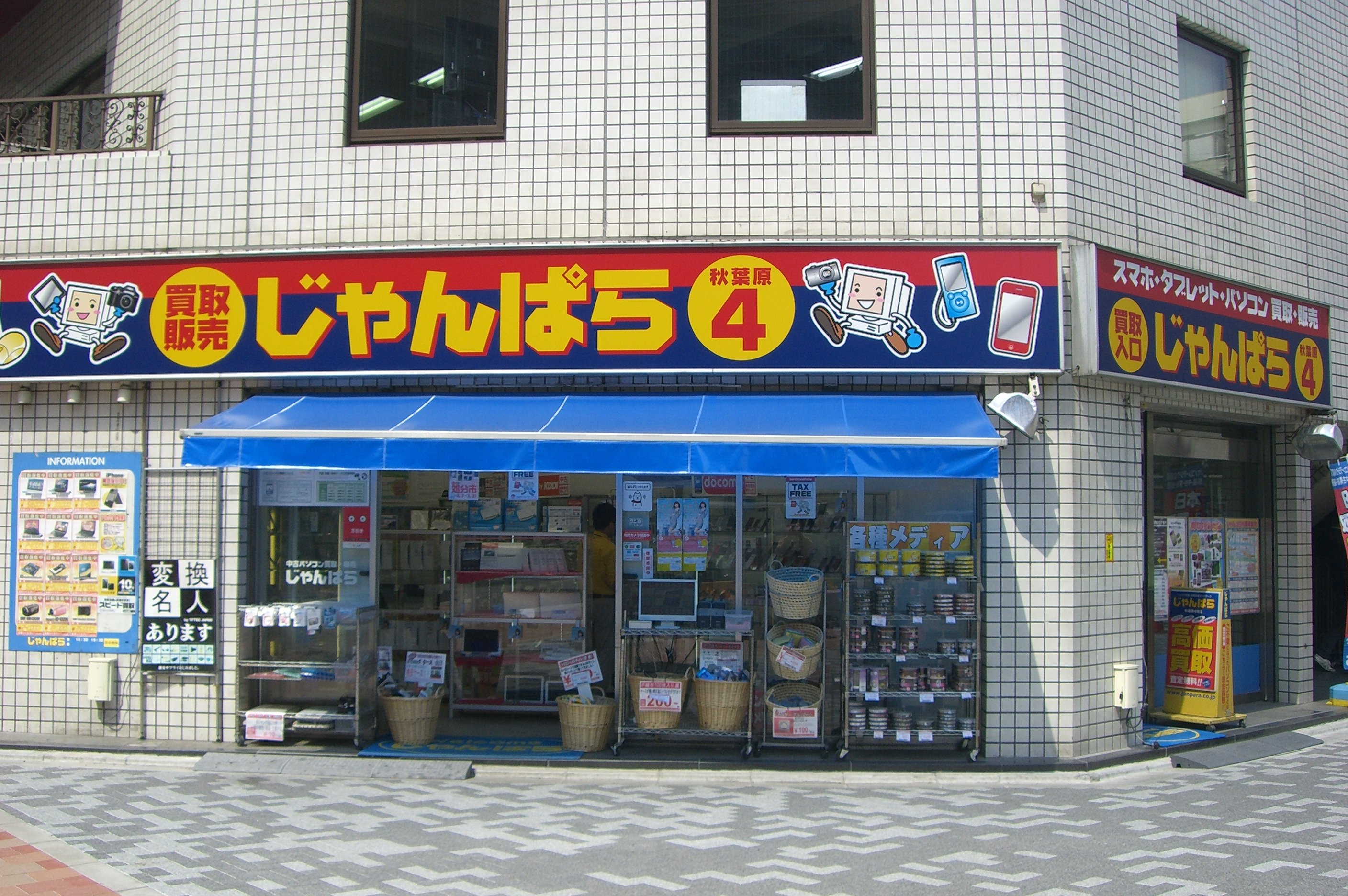
じゃんぱら秋葉原4号店
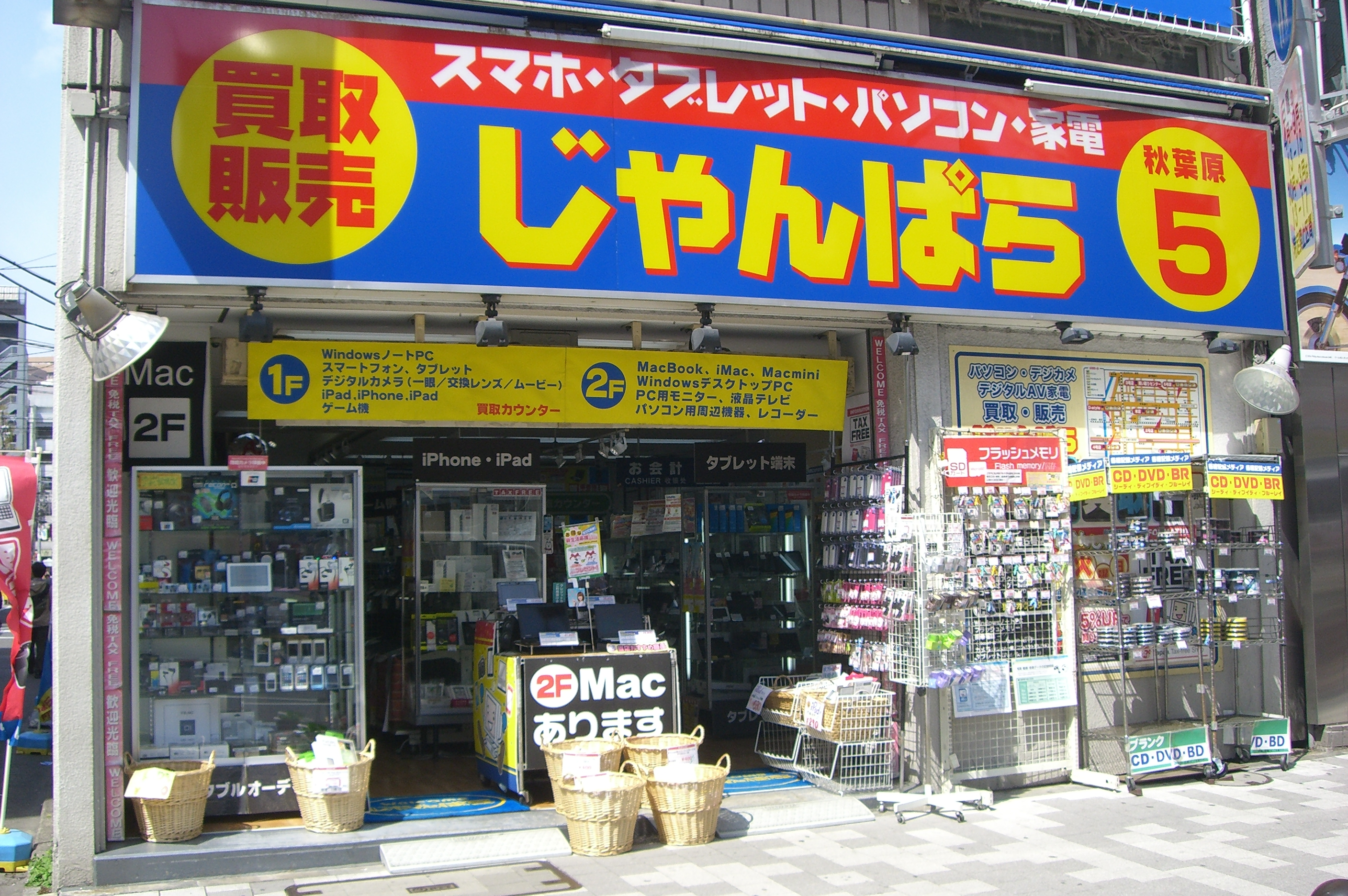
じゃんぱら秋葉原5号店
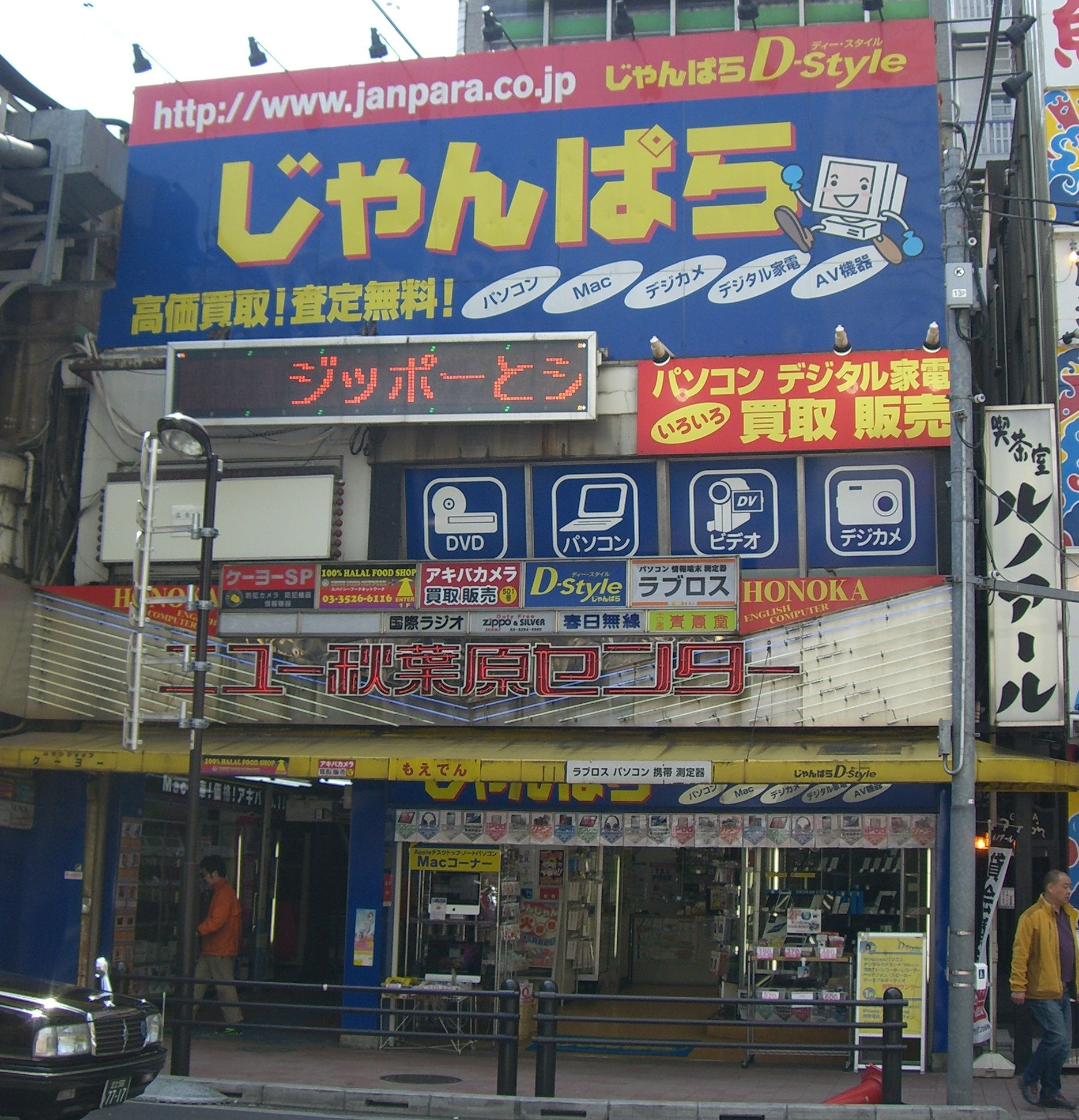
じゃんぱらD-style秋葉原
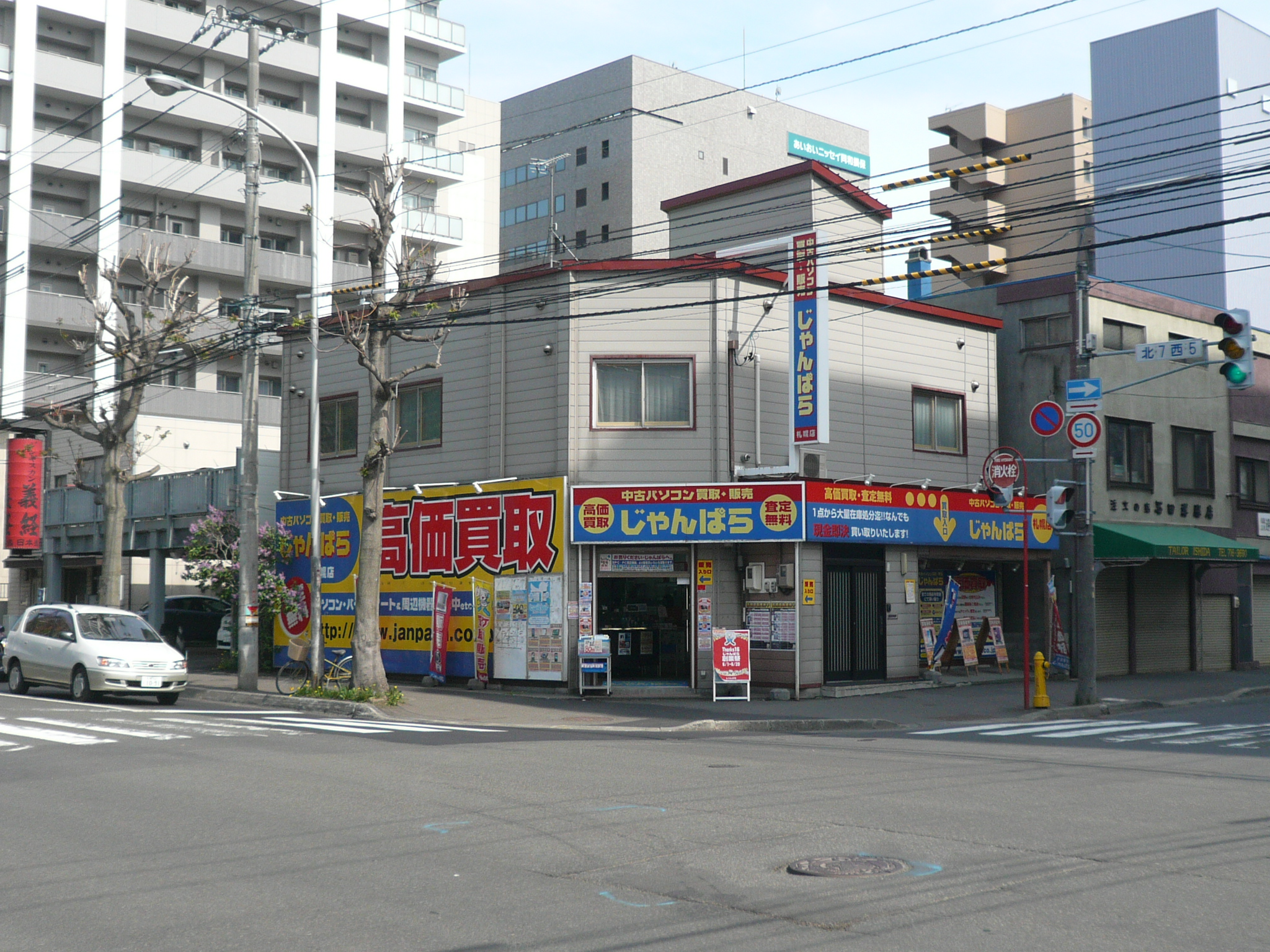
じゃんぱら札幌店
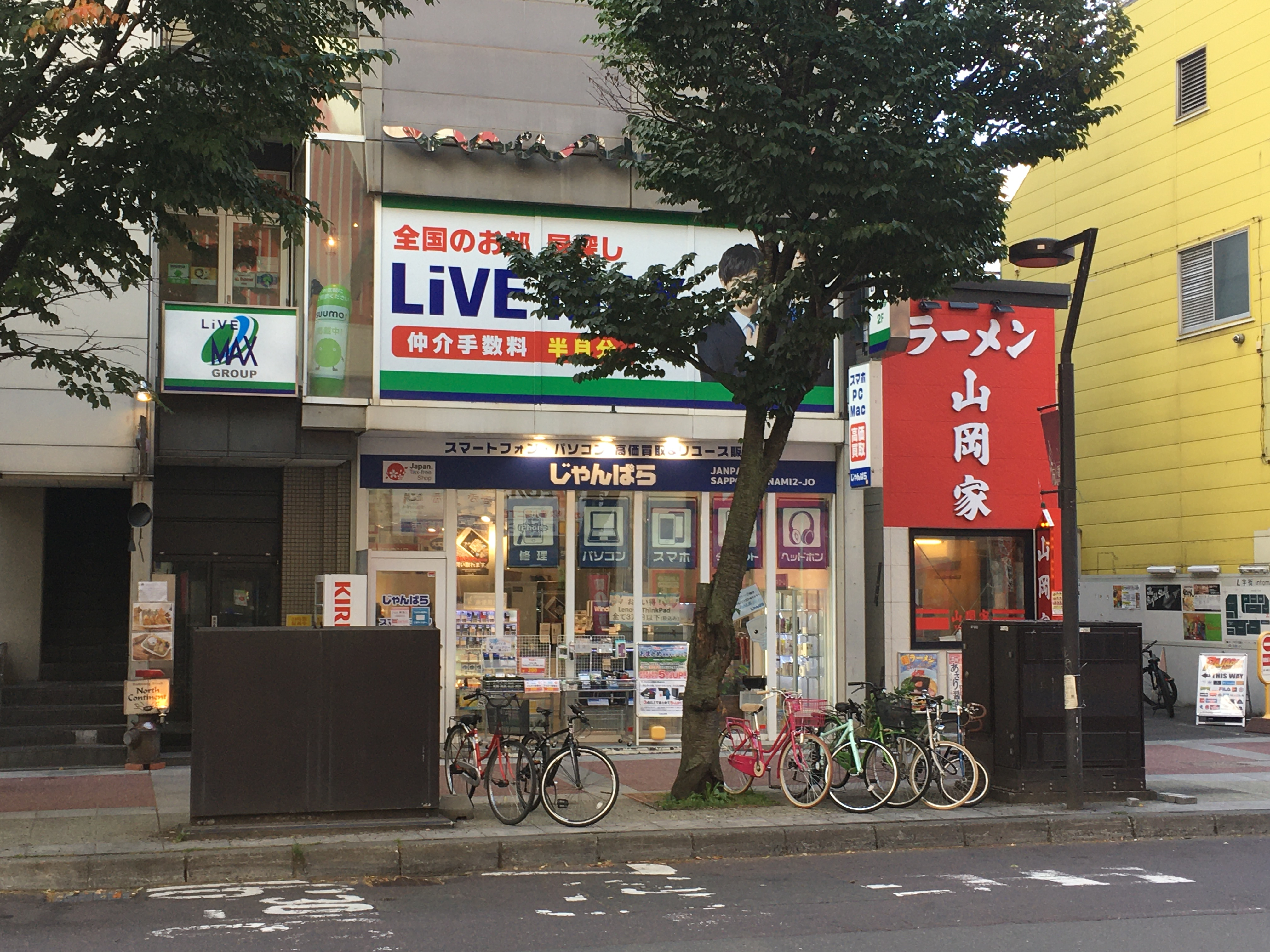
じゃんぱら札幌南2条店
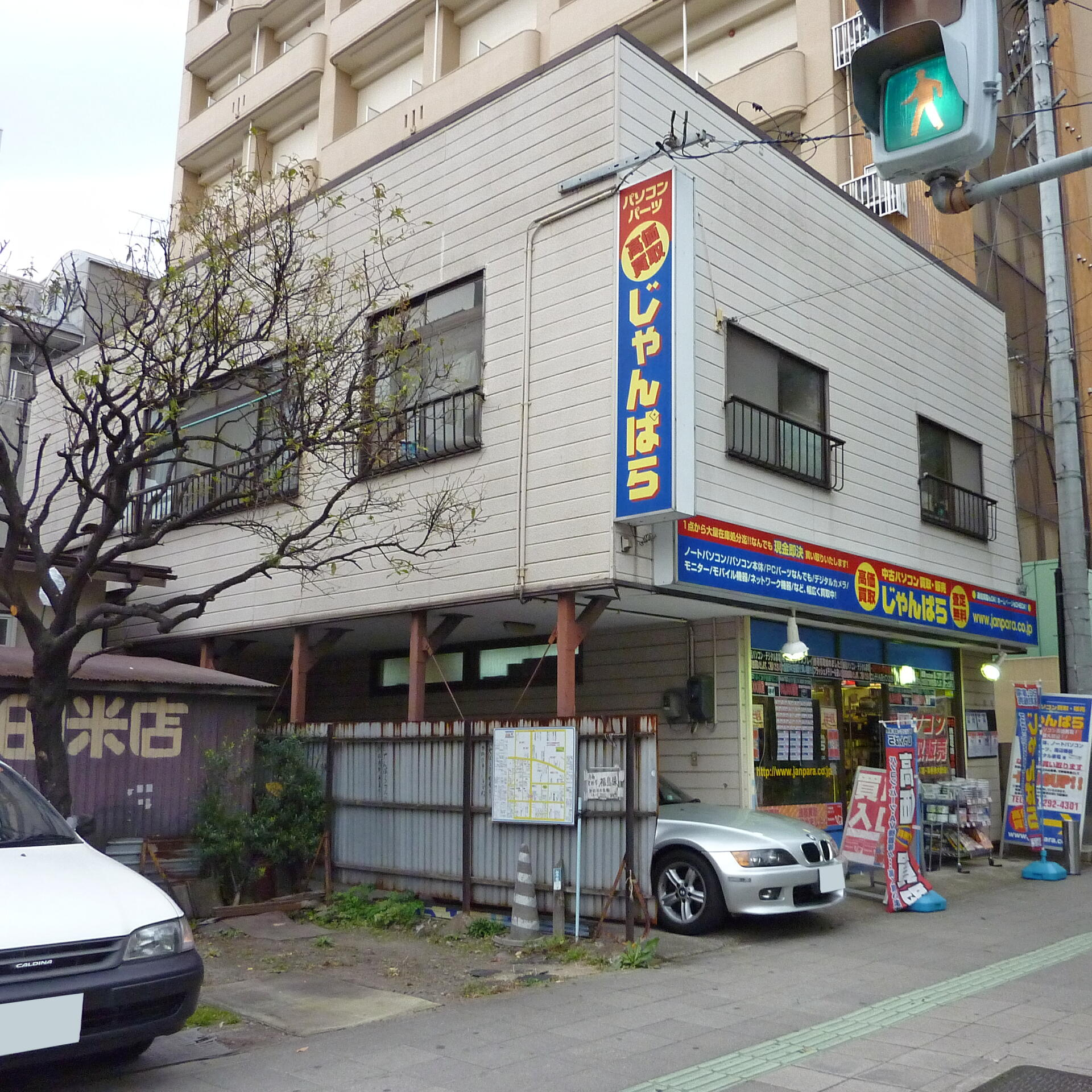
じゃんぱら仙台駅東店（旧：仙台店）

## 過去の事業

### 中古服飾・宝飾品販売事業
「ロコシーラ（ROKOSHIRA）」の商号でエルメス、シャネルなどの一流ブランドの洋服・宝飾品の買取り・販売を行う店舗を展開していた。
1998年12月に最初の店舗を銀座にオープン。「じゃんぱら」で培った中古流通システムを応用しつつも「じゃんぱら」とは完全に異なるターゲット層に視点を向けて立ち上げた。コメ兵や大黒屋などの競合他社よりも高級感を出しつつ、安心・安全・安価な商品を提供することを目指し、2011年2月には5店舗を展開するも、2020年7月までに全店を閉店し、事業から撤退している。

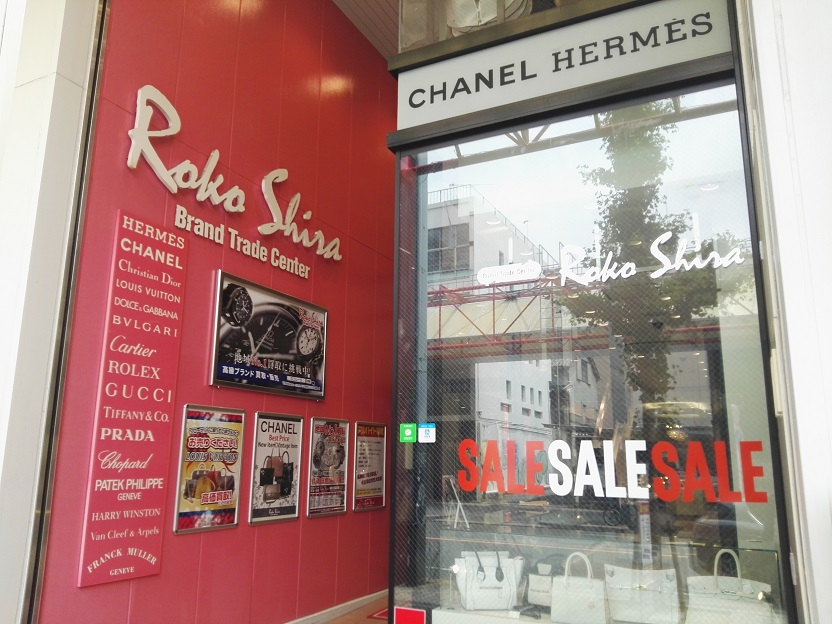
ロコシーラ 名古屋大須店

## 沿革

### 株式会社サードウェーブエクスチェンジ（初代）
- 1997年12月 -東京都千代田区外神田に株式会社サードウェーブシステムサービスを設立。
- 1999年3月 - 株式会社サードウェーブエクスチェンジに商号変更。
- 1999年7月 - 店名を統一し、じゃんぱら事業部、ロコシーラ事業部を発足。
- 2005年 - ブランドリサイクルショップからブランドトレードセンターへCIを実施。
- 2011年 - 分割払い中の携帯電話を買い取る「分割買取サービス」を開始。
- 2012年 - 「分割買取サービス」のビジネスモデル特許を取得。
- 2013年 - ネットショップ「111-net.com」オープン。
- 2016年2月 - TWEホールディングス株式会社が全株式を取得し、TWEホールディングス株式会社の完全子会社になる。
- 2017年3月 - 総務省から登録修理業者の認定を受け、同年4月1日からiPhone修理サービス開始[7]。
- 2017年8月 - TWEホールディングス株式会社に吸収合併により消滅。

### 株式会社じゃんぱら
- 2015年12月 - TWEホールディングス株式会社を設立。
- 2016年2月 - 株式会社サードウェーブエクスチェンジ（初代）の全株式を取得し、完全子会社にする。
- 2016年3月 - 事業承継支援を行う日本プライベートエクイティが全株式を取得し、同社の完全子会社になる[8]。
- 2017年8月 - 子会社の株式会社サードウェーブエクスチェンジ（初代）を吸収合併するとともに、株式会社サードウェーブエクスチェンジ（2代）に社名変更。
- 2018年4月 - 東京都千代田区神田須田町に本社を移転。
- 2019年8月1日 - 社名を株式会社じゃんぱらに変更。
- 2020年7月 - ロコシーラ事業廃止。
- 2021年12月22日 - ビックカメラグループの株式会社ソフマップが全株式を取得し、同社の完全子会社になる[2]。